# Eynhallow
Eynhallow is een onbewoond eiland dat deel uitmaakt van de Orkneyeilanden. De totale oppervlakte van het eiland is slechts 0,75 km².

## Geografie
Het eiland ligt in de Eynhallow Sound, een smal stuk water tussen tussen Mainland (Orkney) en Rousay. De getijstroom tussen de Noordzee en de Atlantische Oceaan zorgt ervoor dat het eiland lastig te bereiken is.

## Geschiedenis
De naam van het eiland komt vermoedelijk van de oud-Noorse naam Eyin Helga, oftewel het Heilige Eiland. Deze aanduiding komt mogelijk uit de tijd van het Christendom, aangezien op het eiland de ruïne van Eynhallow Church staat. Deze ruïne betreft vermoedelijk een Benedictijns klooster. De naam kan echter ook al veel ouder zijn. Er zijn namelijk sagen dat Eynhallow hetzelfde eiland is als Hildaland, het geheimzinnige eiland van het Finfolk. Deze wezens komen vaak voor in de sagen van de Orkneyeilanden.
Het klooster is vermoedelijk in de tijd van de Reformatie verlaten en daarna omgebouwd tot huizen voor een viertal boerengezinnen. In 1851 werden de laatste bewoners van het eiland verwijderd in verband met een epidemie.

## Het eiland anno 2011
Het eiland is een natuurreservaat voor vogels. Vooral Noordse stormvogels broeden er. Er zijn geen reguliere verbindingen om mensen naar het eiland brengen.

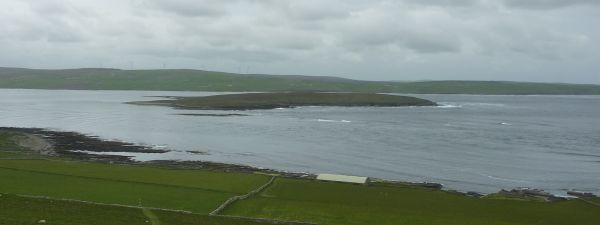
Eynhallow vanaf Roussay, met op de achtergrond Mainland Orkney.
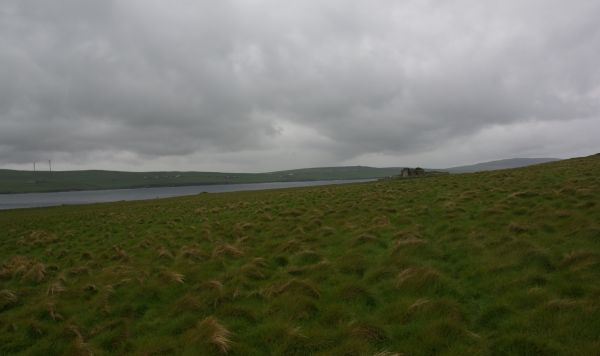
Eynhallow met Eynhallow Church. Links aan de overzijde van het water ligt Mainland Orkney.